# Gerard Czajkowski
Gerard Zygfryd Czajkowski (ur. 11 października 1944 roku w Neustadt a.d. Waldnaab, Niemcy) – polski profesor fizyki ciała stałego i termodynamiki.

## Życiorys
W 1962 roku ukończył IV Liceum Ogólnokształcące w Toruniu. Następnie podjął studia z zakresu fizyki teoretycznej na Uniwersytecie Mikołaja Kopernika w Toruniu, które ukończył w roku 1967. Cztery lata później obronił pracę doktorską zatytułowaną  Teorio-informacyjne ujęcie problemu polimolekularności polimerów. W 1976 roku habilitował się rozprawą pt.  Kinetic phase transitions in non-linear thermodynamics. Tytuł  profesora uzyskał w roku 1987. Odbywał staże naukowe na Rheinisch-Westfälische Technische Hochschule w Akwizgranie, RFN (w latach 1972-1974 jako stypendysta DAAD, 1980-81, 1983-84 jako stypendysta Fundacji Humboldta),  Technische Universität w Berlinie (1987) oraz Scuola Normale Superiore  w Pizie (1987-88, 1995-1996).  Jego specjalnością są optyka kryształów  i nanostruktur półprzewodnikowych. W latach 2009–2014 pełnił funkcję Dyrektora Instytutu Matematyki i Fizyki Uniwersytetu Technologiczno-Przyrodniczego w Bydgoszczy (Obecnie Politechnika Bydgoska im. Jana i Jędrzeja Śniadeckich). Odznaczony Krzyżem Kawalerskim Orderu Odrodzenia Polski – 1989 r., Krzyżem Oficerskim Orderu Odrodzenia Polski – 2001.

## Wybrane publikacje
- Nonlinear optical properties and Kerr nonlinearity of Rydberg excitons in Cu2O quantum wells, Phys. Rev. B. 106, 085431 (2022), wspólnie z D. Ziemkiewicz, K. Karpiński i S. Zielińska-Raczyńska.
- Self-Kerr effect across the yellow Cu2O Rydberg series, Physical Review Letters 129, 137401 (2022), wspólnie z C. Morin, J. Tignon, J. Mangeney, S. Dhillon, K. Karpiński, S. Zielińska-Raczyńska, D. Ziemkiewicz i T. Boulier.
- Electro-optical properties of excitons in Cu2O quantum wells: II. continuum states, Phys. Rev. B 104, 075304 (2021), wspólnie z D. Ziemkiewicz, K. Karpiński i S. ZielińskaRaczyńska.
- Electro-optical properties of excitons in Cu2O quantum wells: I. discrete states, Phys. Rev. B 104, 075303 (2021), wspólnie z D. Ziemkiewicz, K. Karpiński i S. ZielińskaRaczyńska.
- Quantum confined Rydberg excitons in Cu2O nanoparticles, wspólnie z K. Orfanakis, S. K. Rajedran, H. Ohadi, S. Zielińska-Raczyńska, K. Karpiński i D. Ziemkiewicz, Phys. Rev. B 103, 245426 (2021)
- Rydberg Magnetoexcitons in Cu2O Quantum Wells, Phys. Rev. B 103, 035305 (2021), Wspólnie z D. Ziemkiewicz, K. Karpiński i S. Zielińska-Raczyńska.
- Excitons in Cu2O - from Quantum Dots to Bulk Crystals and Additional Boundary Conditions for Rydberg Exciton - Polaritons, Phys. Rev. B 101, 205202 (2020). Wspólnie z D. Ziemkiewicz, K Karpiński i S. Zielińska-Raczyńska.
- Magneto-excitons in Cu2O: theoretical model from weak to high magnetic fields, New Journal of Physics 21 ,103012 (2019), wspólnie z S. Zielińska-Raczyńska , D.A. Fishman, C. Faugeras, M. M. P. Potemski,, P. H. M. van Loosdrecht, K. Karpiński i D. Ziemkiewicz.
- Nonlinear optical properties and self-Kerr effect of Rydberg excitons, Physical Review B 99, 245206 (2019), wspólnie z S. Zielińska-Raczyńska, K. Karpiński i D. Ziemkiewicz.
- Towards highly-precise tunable electro-modulator based on Franz–Keldysh effect, Physica Status Solidi B, 1800502 (2019), wspólnie z S. Zielińska-Raczyńska, D. Ziemkiewicz i K. Karpiński.
- Electro-optical properties of Cu2O for P excitons in the regime of Franz-Keldysh oscillations, Physical Review B 97, 165205 (2018), wspólnie z S. Zielińska-Raczyńska i D. Ziemkiewicz.
- Magneto-optical properties of Rydberg excitons:  Center-of-mass quantization approach, Physical Review B 95, 075204 (2017), wspólnie z S. Zielińska-Raczyńska i D. Ziemkiewicz.
- Electro-optical properties of Rydberg excitons, Physical Review B 94, 045205 (2016), wspólnie z S. Zielińska-Raczyńska i D. Ziemkiewicz.
- Optical properties of Rydberg excitons and polaritons, Physical Review B 93, 075206 (2016),  wspólnie z S. Zielińska-Raczyńska i D. Ziemkiewicz.
- Własności optyczne nanostruktur półprzewodnikowych. I. Optyka liniowa, Wyd.2. Wydawnictwa Uczelniane Uniwersytetu Technologiczno-Przyrodniczego w Bydgoszczy.  Bydgoszcz 2015, ISBN 978-83-64235-93-1
- Optical properties of magnetoexcitons in double quantum dots, European  Physical Journal B 88, 253  (2015), wspólnie z P. Schillak
- Zadania z fizyki teoretycznej, Wyd.2. Wydawnictwa Uczelniane Uniwersytetu Technologiczno-Przyrodniczego w Bydgoszczy.  Bydgoszcz 2013, ISBN 978-83-61314-91-2, wspólnie z W. Chmara
- Excitonic Optical Properties of Nanostructures: Real Density Matrix Approach, Rivista del Nuovo Cimento C 26 (5-6), pp. 1-150 (2003), wspólnie z F. Bassani i L. Silvestri.
- Electromagnetically induced transparency in asymmetric double quantum wells, European Physical Journal B 27, 89-102 (2002), wspólnie z L. Silvestri, F. Bassani i B. Davoudi.